# Ostrožno pri Ponikvi
Ostrožno pri Ponikvi – wieś w Słowenii, w gminie Šentjur. W 2018 roku liczyła 135 mieszkańców.